# Pawelc
Pawelc (Pawels, Pawelsken, Pawelski, Pawelsz, Pawelsztorp, Paweltz, Povels, Povelsken, Powelsken, Powelski) – kaszubski herb szlachecki.

## Opis herbu
Herb znany był przynajmniej w pięciu wariantach. Opisy z wykorzystaniem zasad blazonowania, zaproponowanych przez Alfreda Znamierowskiego:
Pawelc I (Pawels, Pawelsken, Pawelski, Pawelsz, Pawelsztorp, Paweltz, Povelsken): W polu czerwonym pół jelenia skaczącego, srebrnego. Klejnot: nad hełmem bez korony trzy róże czerwone na łodygach ulistnionych (po jednym listku na stronę) w wachlarz. Labry czerwone, podbite srebrem.
Pawelc I a (Pawels, Pawelsz, Paweltz): Barwy godła i pola odwrócone, środkowa róża w klejnocie srebrna.
Pawelc II (Pawels, Pawelski, Pawelsz, Paweltz, Povels, Powelsken, Powelski): Na tarczy dzielonej w pas w polu górnym, błękitnym, od góry trzy róże srebrne w pas, od dołu trzy takież gwiazdy w pas; w polu dolnym, czerwonym, pół jelenia złotego, wyskakującego zza krzaka zielonego. Klejnot: nad hełmem w koronie pół jelenia wspiętego, złotego. Labry z prawej błękitne, podbite srebrem, z lewej czerwone, podbite złotem.
Pawelc II a (Pawels, Pawelsz, Paweltz): Inne barwy: pole górne czerwone, dolne srebrne, jeleń w godle i klejnocie czerwony, labry czerwone, podbite srebrem.
Pawelc III (Pawels, Pawelsz, Paweltz): W polu czerwonym jeleń wspięty, srebrny. Klejnot: trzy róże czerwone na łodygach ulistnionych (po dwa listki na stronę) w wachlarz. Labry czerwone, podbite srebrem.

## Najwcześniejsze wzmianki
Wariant podstawowy herbu pojawił się najwcześniej na mapie Pomorza Lubinusa z 1618 (Povelsken), następnie w Nowym Siebmacherze (Pawelsz) oraz u Ostrowskiego (Księga herbowa rodów polskich, Pawels I). Wariant I a przytaczany jest przez Siebmachera oraz Bagmihla (Pommersches Wappenbuch). Wariant II znany z herbarzy Ledebura (Adelslexikon der preussichen Monarchie von), Siebmachera, Ostrowskiego (Pawels II), oraz Żernickiego (Der ponische Adel, Die polnischen Stamwappen). Warianty II a i III przekazywane są przez Siebmachera (odpowiednio Pawelsz III, Pawelsz I).

## Rodzina Pawelców
Drobna szlachta osiadła w ziemi słupskiej, nazwisko biorąca od imienia Paweł. Pierwsza wzmianka pochodzi z 1575 roku (Hans Paveltze w Warciminie), kolejne z lat 1608, 1618, 1621. Nie ma pewności czy wzmianka z roku 1601 (Pauelsstorf) dotyczy tej samej rodziny. Warcimino rodzina posiadała do 1842. Posiadali też dział w Krępkowicach. Od posiadanych wiosek przyjmowali nieraz nazwiska odmiejscowe. Świadczą o tym wzmianki z lat 1721 (Maciej Pawelc Krępiechowski w Unieszynku, Henryk Pawelc Warcimiński, zapisany tylko jako Warcimiński), 1723 (Jan Stefan, Michał, Michał Wenczesław, Maciej, Mikołaj Pawelc Pawelcowie Warcimińscy). Rodzina służyła w armii pruskiej, przedstawicielem jest tutaj Michael Wenzel von Pawelsz, wzmiankowany w 1777. Wzmianki o rodzie kończą się na XIX wieku: 1787 (wdowa po majorze von Pawelsz, posiadająca Voigtshagen, Crammonsdorf, Schönwalde w okręgu Nowogardzkim), 1804 (posiadacze w Warciminie i Nowęcinie), 1854 (Gustav Gottlob Friedrich von Pawelsz).

## Herbowni
Pawelc (Pauelsstorf, Paueltzen, Pawelcz, Pawelec, Pawels, Pawelsch, Pawelski, Pawelsz, Pawelsztorp, Paweltz, Povelsken, Powels, Powelsken, Powelski) także z nazwiskami odmiejscowymi Warcimiński (Warciminski) i Krępiechowski (Krempiechowski).